# الاغتصاب عن طريق الخداع

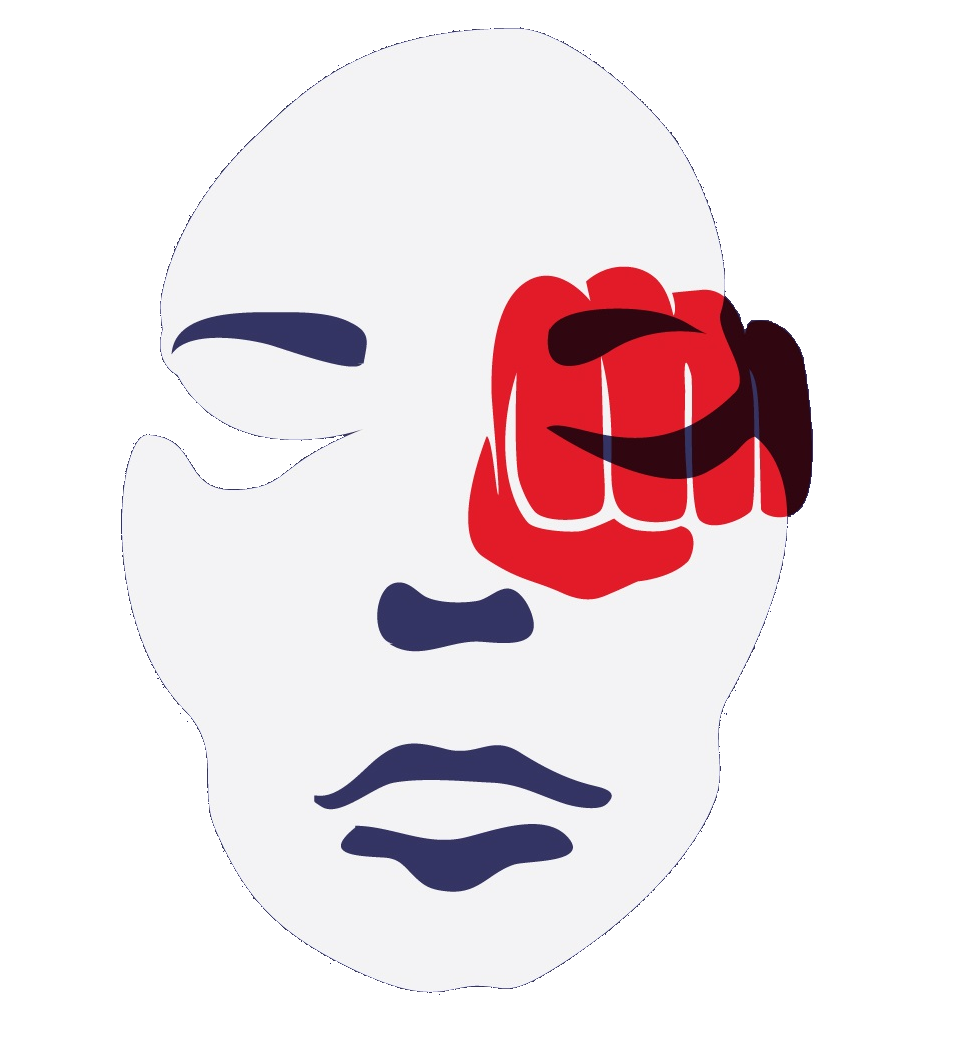
ملصق روسي يحث على فتح العيون- ضد إساءة معاملة النساء.

يُعتبر الاغتصاب عن طريق الخداع جريمة يحصل بها الجاني على موافقةِ الضحيةِ وإذعانِها عن طريق الحيلة والأقوال والأفعال المخادعة.

## حالات ملحوظة

### المملكة المتحدة
يُعتبر أساس هذه الادعاءات «محدود للغاية» كما حكمتْ محكمةُ الاستئنافِ في قضية R v Linekar [1995] 3 All ER 69 73. حالات مبنية على قانون الموافقة على النحو المنصوص عليه في قانون الجرائم الجنسية لعام 2003 تتضمن R v Assange (ويعرف أيضًا باسم Assange v Swedish Prosecution Authority) (إن كانتْ الموافقة مشروطة باستعمال الواقي الذكري خلال الجماع وتم تجاهل هذا الشرط عن عمد فهذا يوازي الاغتصاب)، (تم تنفيذ الفعل الجنسي بطريقة تخل بشرط متفق عليه مسبقاً)، (الخداع حيال الجنس). احتوى قانون الجرائم الجنسية لعام 1956 على مجموعة من حالات «الجذب لممارسة الجماع من خلال ذرائع كاذبة» ولكن ألغيت في قانون عام 2003.
حالتان ملحوظتان ظهرت فيهما هذه القضية
- فضيحة العلاقات تحت التخفي في الشرطة في المملكة المتحدة عام 2011 والتي قام فيها ضباط الشرطة بممارسة الجنس عن طريق انتحالهم هويات كاذبة كما يتطلب عملهم. رفضَ المدّعون العامون في كراون الاعتراض على هذه الأفعال بحجة أنها قانونياً لا تعد اغتصاب نظراً لأن الموافقة كانت على ممارسة الفعل بحد ذاته وأن أسس الاغتصاب عن طريق الخداع بناءً على الهوية تعتبر محدودة للغاية.[2][3]
- حكمَ القاضي روجر دوتون في تشرين الثاني من عام 2015 على امرأة تبلغ من العمر 25 عاماً اسمها غيل نيولاند بثماني سنوات من السجن لتظاهُرِها بأنها رجل كوسيلة لتمارس الجنس مع امرأة لم يذكر اسمها ومن نفس العمر. جعلتْ نيولاند ضحيتها الأنثى تعتقد بأنها رجل عن طريقِ الخداعِ والحيلةِ لجعلها تمارس الجنس معها أكثر من عشر مرات. صُدمت ضحية نيولاند عندما اكتشفت أن «صديقها الحميمي» كان في واقعِ الأمرِ أنثى، وشهدتْ في محكمةِ تشيستر كراون أمام هيئة المحلفين بأنها كانت ستفضل اغتصابها من قبل رجل.[4][5][6]

ذكرتْ الناشطة المتحولة جنسياً صوفي كوك بأن قانون الجرائم الجنسية في المملكة المتحدة يُلزم الأشخاص المتحولين جنسياً بإخبار شركائهم حول تاريخ جنسهم كجزء من إلزامهم بأن يكون قرار الشريك بالموافقة على ممارسة الجنس قرار مبني على موافقة مستنيرة، وأنّ هذا القانون يُعدُ انتهاكاً للحقوقِ الإنسانيةِ للأشخاصِ المتحولين جنسياً ولخصوصيتهم.

### الولايات المتحدة الأمريكية

#### ماساتشوستس
تم الإبلاغ في عام 2008 بأن امرأة تدعى ماريسا لي فوينتيس مارستْ الجنسَ مع شقيق صديقها الحميمي دون أن تعلم بأنهُ شقيقُهُ وذلك في القبو الذي كانت تنام فيه في الظلمة. ولم يكن بالإمكان مقاضاته لأن قانون ماساتشوستس لا يُعِد الفعل اغتصاباً إلا إن تم استعمال القوة فيه.
وضع بيتر كوجوجيان ممثل مجلس النواب في ماساتشوستس صيغة لتشريع حول الاغتصاب عن طريق الخداع كرد على القضية السابقة ولكن لم يوافق عليه المشرّعون واعتبروا التشريع واسع جداً.

#### كاليفورنيا
في 30 آذار من عام 1984 اتصل دانييل كايتون بورو على فندق للعطلات في جنوب سان فرانسيسكو وأجابتهُ على الهاتفِ ماريانا دي بيلا موظفة في الفندق. أخبرَ بورو دي بيلا بأنه «د.ستيفنز» وأنه يعمل في مستشفى بينينسولا. قال بورو (مدعياً بأنه «د.ستيفنز») أنه لديه نتائج تحاليلِها الدموية التي تظهر إصابتها بمرضٍ خطير شديد العدوى وقد يكون مميت ناتج عن استعمال المراحيض العامة ثم تابع بإخبارها أنه قد تتمُ مقاضاتُها لنشرِها العدوى وأنه لديها خيارين فقط للعلاج. كانَ الخيار الأول الذي أخبرها عنه إجراء جراحي مؤلم للغاية يكلّف تسعة آلاف دولار ويحتاج إلى إقامة لمدة ستة أسابيع في المستشفى لا يغطيها التأمين. بينما كان الخيار الثاني بحسب بورو ممارسة الجنس مع «متبرع» مجهول الهوية ينقل لقاح المرض لها عبر الجماع. وافقتْ الموظفة على الجماعِ الجنسي وتم ترتيب الأمر بحيث تدفع ألف دولار أمريكي مقابلاً لذلك اعتقاداً منها بأنه خيارَها الوحيد. أوعزَ إليها بورو بأن تأتي إلى غرفةٍ في فندق وتتصل به عندما تصل. وصل بورو إلى غرفة الفندق وادعى بأنه «المتبرع» ثم مارسَ الجنس معها. لم يستخدمْ بورو أية قوة جسدية وقد سمحتْ له الضحية بممارسةِ الجنسِ معها لأنها كانَتْ تعتقد (زوراً) بأن حياتَها مهددة إذا لم تحصل على هذا «العلاج».
ألقتْ الشرطة القبض على بورو في الفندق بعد أن اتصلَ بهم المشرف على الضحية في عملها وتم اتهامه بالاغتصاب والسطو والسرقة الكبرى بموجب قوانين ولاية كاليفورنيا المتعددة وتمتْ إدانته في المحاكمة. تم فيما بعد تبرئته من تهمةِ الاغتصاب بناءً على أن كاليفورنيا تفتقر إلى نص قانوني حول خداع شخص لممارسة الجنس معه ولكن لم تتمْ تبرئته من تهمتي السطو والسرقة الكبرى لأنه أخذَ 1000 دولار أمريكي من الضحية بالحيلة.
عدلتْ الهيئة التشريعية في ولاية كاليفورنيا قانون الاغتصاب في عام 1986 ليشمل أن الاغتصاب يحدث فعلياً عندما لا تكون الضحية على دراية بكافة الخصائص الرئيسية للفعل (الجماع الجنسي) بسبب الممارسة الاحتيالية للجاني ليقنع الضحية بأن الفعل يخدم هدف مهني ما.
أُلقي القبض على بورو بعد ثلاث سنوات لممارسته المخطط نفسه وتمت إدانته بالاغتصاب هذه المرة بموجب قانون ولاية كاليفورنيا المعدل، ويُعتقد أن بورو استخدم هذا المخطط لاغتصاب العشرات من النساء على مدى سنوات عديدة.